# Jaroslav V. Polc
Jaroslav Václav Polc (14. září 1929, Chicago, USA – 15. ledna 2004, Nemocnice Milosrdných sester sv. Karla Boromejského, Praha) byl český katolický kněz a církevní historik.

## Život
Základní a střední školu absolvoval v Praze. Maturoval na Jiráskově gymnáziu v roce 1948. Poté studoval v letech 1948–1950 na St. Procopius College v Lisle, v americkém státě Illinois.
Teologická studia absolvoval v Římě v letech 1950–1955 na Papežské lateránské univerzitě, kde získal licenciát teologie. Po vysvěcení na kněze 25. září 1955 v Green Bay ve Wisconsinu (USA) působil několik let v duchovní správě v diecézi Green Bay. Doktorem teologie na Papežské lateránské univerzitě se stal v roce 1962.
Roku 1963 získal diplom na prestižním dvouletém kurzu paleografie a diplomatiky na Vatikánské škole paleografie a diplomatiky. V průběhu své kariéry byl mimo jiné ředitelem knihovny Lateránské univerzity v Římě (1963–1991), ředitelem náboženské edice Křesťanské akademie v Římě (1968–1989).
29. dubna 1991 byl jmenován docentem pro obor církevní historie Katolické teologické fakulty Univerzity Karlovy v Praze a 14. října 1992 se stal profesorem pro obor katolických církevních dějin a patrologie. V čele KTF UK stál jako děkan v letech 1997–2002.
Zemřel 15. ledna 2004 v pražské Nemocnici pod Petřínem.

## Dílo
- De origine festi visitationis B.M.V. (1967)
- Páté evangelium (1974)
- Posvátná liturgie (1981)
- Světice Anežka Přemyslovna (1988, úpravy Bohumil Svoboda, grafika iniciál Jiří Blažek)
- Agnes von Böhmen: 1211–1282: Königstochter-Äbtissin-Heilige (1989)
- Svatý Jan Nepomucký (2. vydání 1993)
- Stručný přehled dějin českých a moravských diecézí po třicetileté válce (1995)
- Česká církev v dějinách (1999, editor Jiří Kuthan)
- Svaté roky: (1300–1983) (2000)
- J.V.Polc, Z. Hledíková: Pražské koncily a synody předhusitské doby (2002)
- B. Svoboda: Kardinál Josef Beran (materiály z Polcovy pozůstalosti, 2008)
- Jan Hus v představách šesti staletí a ve skutečnosti. Vranov n.D.: A.M.I.M.S., 2015. Dostupné online. ISBN 978-80-7266-403-0.

Překlady a edice
- T. Merton: Rozjímání v samotě
- Otec vlasti: 1316 – 1378 (1980), edice sborníku
- Polc, Hledíková Zd.: Pražské arcibiskupství 1344–1994 (1994), edice sborníku
- J. Sedlák: Miscellanea husitica, 1996, edice se Stanislavem Přibylem
- Svatý Vojtěch (1997), edice sborníku